# Dilbar
M/Y Dilbar är en megayacht tillverkad av Lürssen i Tyskland. Hon levererades i juni 2016 till den ryske oligarken Alisjer Usmanov. Megayachten designades exteriört av Espen Øino och interiört av Winch Design. Den är 156 meter lång och har en kapacitet på 24 passagerare fördelat på tolv hytter. Den har också en besättning på 96 besättningsmän samt minst en helikopter. Den anges vara värderad till omkring 600 miljoner dollar.
Dilbar är världens fjärde längsta och världens tyngsta motoryacht.
I mars 2022 var jakten under ombyggnad och underhåll på Blohm+Voss-varvet i Hamburg, där tyska myndigheter utreder möjligheterna att ta jakten i beslag som en del av ekonomiska sanktioner på grund av Rysslands invasion av Ukraina 2022. Jakten är registerad i Caymanöarna och ägs via ett holding-bolag vilket gör det svårare att knyta ägandet till Usmanov som är målet för sanktionerna.
Den 14 april 2022 meddelade tysk tull och polis på Twitter att ”Lyxkryssaren är nu under sanktioner och har konfiskerats i Hamburg då ägarförhållandena klarnat genom en gedigen utredning. Oligarken Alisjer Usmanov kan nu kopplas till ägarskapet”.  

## Galleri

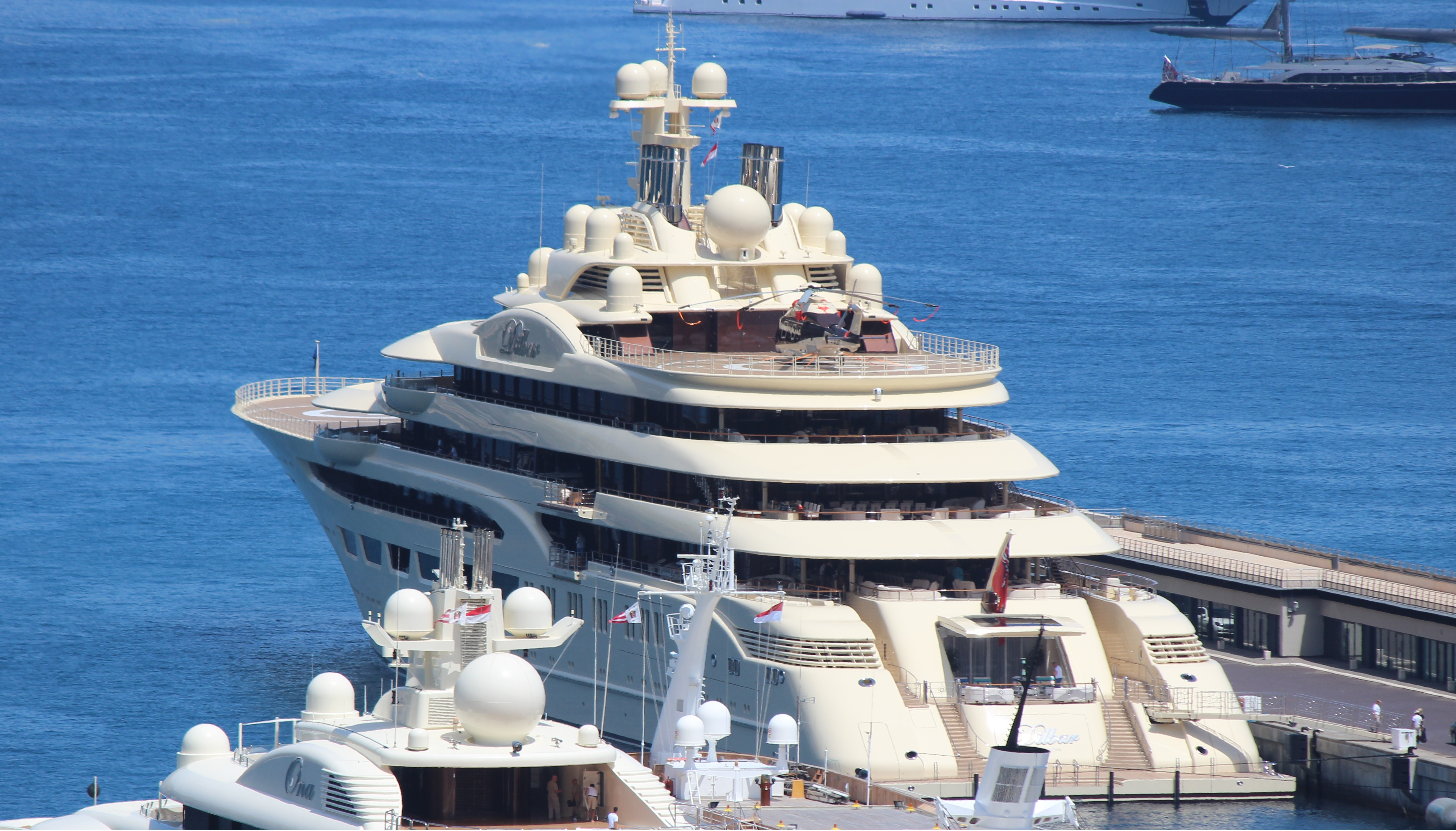
Dilbar i Port Hercule i Monaco, 2017.
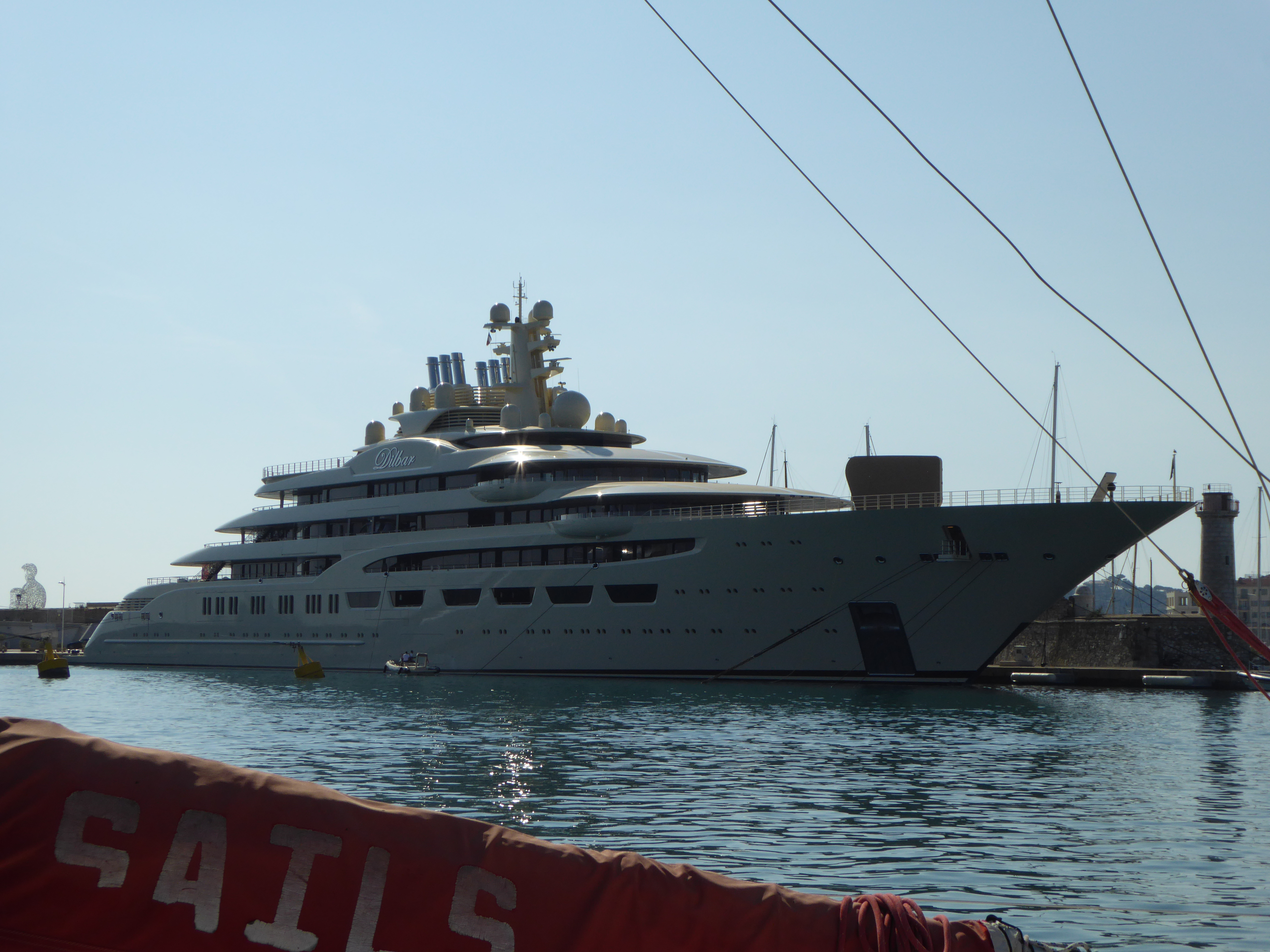
Dilbar i Antibes i Frankrike, 2017.